# Just Before
Just Before est un ballet de danse contemporaine de la chorégraphe belge Anne Teresa De Keersmaeker composé pour douze danseurs et créé en 1997 pour la compagnie Rosas.

## Fiche technique
- Chorégraphie : Anne Teresa De Keersmaeker
- Danseurs à la création : Iris Bouche, Bruce Campbell, Farooq Chaudhry, Alix Eynaudi, Fumiyo Ikeda, Martin Kilvády, Olivier Koch, Cynthia Loemij, Roberto Oliván de la Iglesia, Ursula Robb, Taka Shamoto (nl), Rosalba Torres.
- Musique : John Cage, Steve Reich, Iannis Xenakis, Magnus Lindberg, Pierre Bartholomée, Thierry de Mey, et Claude Debussy interprété par l'Ensemble Ictus
- Scénographie : Jan Verweyveld (décors et lumières)
- Costumes : Dries Van Noten
- Production : Compagnie Rosas et La Monnaie de Bruxelles avec le Théâtre de la Ville de Paris
- Première : 1997
- Représentations : environ 45[1]
- Durée :